# Gonomyia oolyarra
Gonomyia oolyarra là một loài ruồi trong họ Limoniidae. Chúng phân bố ở miền Australasia.